# Předseda vlády Spojeného království
Předseda vlády Spojeného království (anglicky Prime Minister of the United Kingdom) je hlavou vlády Spojeného království. Předseda vlády radí panovníkovi při výkonu většiny královských výsad, předsedá vládě a jmenuje její ministry. Vzhledem k tomu, že moderní předsedové vlád zastávají svůj úřad na základě schopnosti získat důvěru Dolní sněmovny, zasedají jako členové parlamentu.
Funkce předsedy vlády není stanovena žádným zákonem ani ústavním dokumentem, ale existuje pouze na základě dlouhodobě zavedené konvence, podle níž vládnoucí panovník jmenuje předsedou vlády osobu, která má největší šanci získat důvěru Dolní sněmovny; touto osobou je obvykle předseda politické strany nebo koalice stran, která má v této komoře největší počet křesel.
Předseda vlády je ex officio také prvním Lordem státní pokladny, ministrem pro veřejnou službu a ministrem odpovědným za národní bezpečnost. Z titulu funkce prvního Lorda státní pokladny jsou předsedovi vlády přiznána některá privilegia, jako je například rezidence na Downing Street 10. V roce 2019 byl zřízen úřad ministra pro Unii; Boris Johnson se stal prvním předsedou vlády, který zastával tento úřad.
V celé historii zastávaly tento úřad pouze tři ženy: Margaret Thatcherová v letech 1979–1990, Theresa Mayová v letech 2016–2019 a Liz Trussová v roce 2022.

## Postavení
Pozice předsedy vlády není, vzhledem k faktu neexistence psaného ústavního textu, nikde zakotvena a do současné podoby byla upravena až Reformním zákonem z roku 1832. V roce 2014 byl projednáván návrh zákona, který měl postavení premiéra kodifikovat, nicméně nebyl přijat. Moc předsedy není odvozena od moci královské, ale od lidu, neboť od něj získal ve volbách důvěru jakožto vůdce nejsilnější strany. Předseda vlády svolává a řídí jednání kabinetu a je právě na něm, jaký styl jednání si zvolí, tedy zda rozhodne sám jako Margaret Thatcherová, nebo vyslechne všechny a snaží se najít kompromis, jako její následovník John Major. Tím udává základní směr ekonomické, zahraniční i obranné politiky země a právě jeho jednání je předmětem pravidelných středečních interpelací, kde se na půdě Dolní sněmovny odpovídá na dotazy poslanců britského parlamentu. Svou politiku premiér vždy konzultuje s panovníkem, kterého má povinnost o vývoji politiky informovat. Předseda vlády také zastupuje celý orgán v médiích, kde prezentuje a obhajuje vládní politiku. Vedle vystupování ve sdělovacích prostředcích jménem vlády a kabinetu je stejně tak důležité zastupování Velké Británie na mezinárodním poli a v zahraničně-politických otázkách, jež náleží právě jemu. Do oblasti těchto povinností premiéra patří například i pravidelná setkání ministerských předsedů zemí Commonwealthu. Důležitou pravomocí prvního ministra je ve vztahu k domácí politické scéně fakt, že rozhodování o konání voleb vychází zcela z jeho iniciativy a omezen je pouze maximálně pětiletým obdobím mezi dvěma po sobě následujícími volbami. To mu dává do rukou možnost hrát jakousi strategickou hru a možnost rozpustit Dolní sněmovnu a vypsat nové volby v době, kdy má například výborné preference, nebo naopak, když má v posledním roce volebního období problémy s prosazováním vládních zákonů, jež jsou v parlamentu úmyslně pozdržovány, aby nedošlo k jejich přijetí. Vedle těchto pravomocí a povinností ještě jmenuje velvyslance a vyšší státní úředníky, doporučuje jmenování do vyšších funkcí v anglikánské církvi, justici a podobně.

### Mezinárodní role
Jedním z úkolů předsedy vlády je reprezentovat Spojené království ve vnitřních vztazích i navenek, například na každoročním summitu G7. Předseda vlády podniká mnoho zahraničních cest. Podle Guse O'Donnella se počet zahraničních návštěv předsedy vlády zvýšil.